# Xanthosoma akkermansii
Xanthosoma akkermansii är en kallaväxtart som först beskrevs av George Sydney Bunting, och fick sitt nu gällande namn av Thomas Bernard Croat. Xanthosoma akkermansii ingår i släktet Xanthosoma och familjen kallaväxter. Inga underarter finns listade.